# Martin Krabbe
Martin Krabbe, född 9 juli 1985, är en dansk friidrottare som tävlat på elitnivå i kortdistanslöpning. Fram till den sista december 2012 tävlade han för Athletikklubben Holstebro och sedan för Københavns Idræts Forening. Hans senaste officiella tävling var under säsongen 2013.
Krabbe har vunnit en guldmedalj vid danska mästerskapen och nio guld vid danska inomhusmästerskapen.

## Personliga rekord
| Disciplin     | Rekord                  | Datum      |
| ------------- | ----------------------- | ---------- |
| 50 meter      | 5,75 s. (Danskt rekord) | 2010-02-18 |
| 60 meter      | 6,69 s.                 | 2010-02-20 |
| 4 × 100 meter | 39,98 s.                | 2010-06-19 |